# Zárt tárgyalás (novella)
A Zárt tárgyalás Kodolányi János (1899 – 1969) magyar írónak az 1940-es években kiadott novellája, melyben az akkor a „népi” írók közé sorolt Kodolányi egy fiktív bírósági tárgyalás (mint kerettörténet) vádlottjaként filozófiai tételeket fejteget: a kor három uralkodó, és a novella írásakor egymás ellen éppen hadat viselő ideológiáját (liberalizmus, kommunizmus, nemzetiszocializmus) ítéli el két fogalom, a kultúra és civilizáció anti-materialista (ld.- még: idealizmus) megkülönböztetésére alapozva. A novella Kolozsvárott a Termés c. folyóiratban és az író kisebb-nagyobb vitairatait és visszaemlékezéseit gyűjtő, a novellával azonos című kötetben is megjelent (1943). A kommunista ideológiával szemben kritikus részletek miatt a kommunista diktatúra éveiben a könyv tiltott műnek számított.

## Irodalomtörténeti vonatkozások

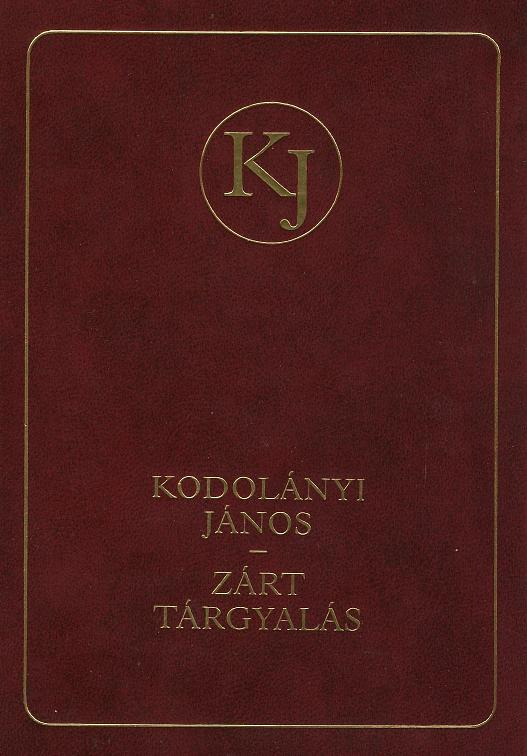
A 2003-as kiadás borítója